# Cărturești
Cărturești este o companie care deține o rețea de 49 de librării în Arad, Bacău, Baia Mare, București, Brașov, Brăila, Buzău, Cluj-Napoca, Chișinău, Constanța, Craiova, Deva, Drobeta-Turnu Severin, Târgoviște, Iași, Oradea, Piatra-Neamț, Pitești, Ploiești, Râmnicu Vâlcea, Satu Mare, Sibiu, Suceava,Timișoara, Târgu Jiu, Târgu Mureș, Vaslui și Zalău.
Bazele afacerii Cărturești au fost puse în anul 2000 de către Nicoleta Dumitru și Șerban Radu, cu o investiție inițială de 15.000 de dolari. În 2008, de Ziua națională a României, împreună cu Institutul Cultural Român au deschis prima librărie românească în New York. Un an mai târziu se concretizează și site-ul oficial carturesti.ro, devenind tot mai popular de la an la an. Pe parcursul a mai bine de 22 de ani au reușit să se extindă în toată țara și în Republica Moldova.

## Cifra de afaceri
Compania Cărturești a înregistrat de-a lungul timpului o creștere în ceea ce privește cifra de afaceri, astfel că în 2018 a fost de 133,1 milioane de RON, în creștere cu 18% față de anul 2017.
În vara lui 2019 fondatorii companiei au reușit să se extindă și în afara țării, deschizând o librărie în Chișinău, profitând de spațiile spectaculoase din cadrul centrului comercial MallDova. Amenajarea interioară a noului spațiu a fost semnată de Biroul de arhitectură Square One care a realizat și conceptul altor spații Cărturești din Brașov, Cluj-Napoca sau București.
La începutul anului 2020, în contextul Pandemiei de COVID-19, oficialii companiei au decis să închidă pe termen nedefinit majoritatea magazinelor din țară, rămânând în picioare doar site-ul oficial pe care încă se puteau face comenzi. Vânzările au scăzut drastic și viitorul librăriilor era sub semnul întrebării. După anunțarea relaxării măsurilor de siguranță în mai 2020, librăriile au început să se redeschidă treptat, respectând măsurile încă în vigoare la acel moment.

## Librării

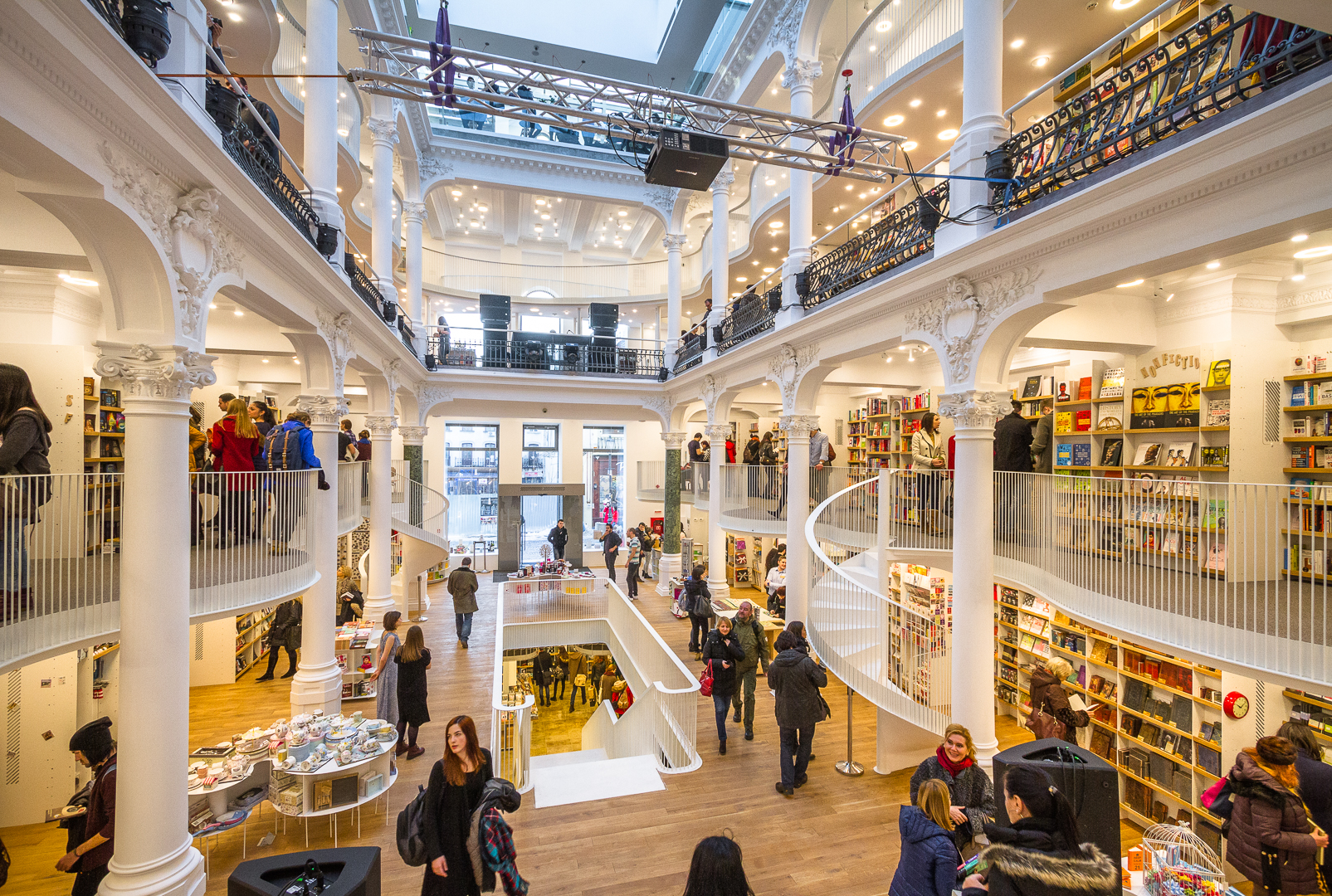
Cărturești Carusel

- Arad, Bacău, Baia Mare, Brăila, Buzău, Chișinău, Craiova, Deva, Târgoviște, Oradea, Piatra-Neamț, Ploiești, Suceava și Zalău: câte o librărie;

- București: 13 librării;
- Cluj-Napoca: 4 librării;

- Brașov, Timișoara: câte 3 librării;

- Constanța, Iași, Sibiu, Pitești: câte 2 librării.

Cel mai mare magazin este pe strada Lipscani (din Centrul Bucureștiului), la numărul 55, numit Cărturești Carusel, fiind o construcție neoclasică sau barocă, renovată, din secolul al XIX-lea. Interiorul are mai multe etaje, toate având pereți albi și coloane în ordinul compozit, care sunt de asemenea vopsite complet în alb. Se desfășoară pe 6 etaje cu un spațiu multimedia la subsol, o galerie dedicată artei contemporane la primul etaj și un bistro la ultimul etaj, însumând 1000 mp.